# Episodi di Schlitz Playhouse of Stars (settima stagione)
La settima stagione della serie televisiva Schlitz Playhouse of Stars è andata in onda negli Stati Uniti dal 13 settembre 1957 al 15 agosto 1958 sulla CBS.
| nº | Titolo originale                       | Prima TV USA      |
| -- | -------------------------------------- | ----------------- |
| 1  | Three Dollar Bill                      | 13 settembre 1957 |
| 2  | One Way Out                            | 20 settembre 1957 |
| 3  | Episodio 7x3                           | ?                 |
| 4  | Episodio 7x4                           | ?                 |
| 5  | Smarty                                 | 11 ottobre 1957   |
| 6  | High Barrier                           | 18 ottobre 1957   |
| 7  | Bitter Parting                         | 25 ottobre 1957   |
| 8  | Dual Control                           | 1º novembre 1957  |
| 9  | The Hole Card                          | 8 novembre 1957   |
| 10 | The Lonely Wizard                      | 15 novembre 1957  |
| 11 | No Second Helping                      | 22 novembre 1957  |
| 12 | Outlaw's Boots                         | 29 ottobre 1957   |
| 13 | Neighbors                              | 6 dicembre 1957   |
| 14 | French Provincial                      | 13 dicembre 1957  |
| 15 | Rich Man, Poor Man                     | 20 dicembre 1957  |
| 16 | Pattern for Death                      | 27 dicembre 1957  |
| 17 | Guys Like O'Malley                     | 10 gennaio 1958   |
| 18 | Home Again                             | 17 gennaio 1958   |
| 19 | No Boat for Four Months                | 31 gennaio 1958   |
| 20 | Heroes Never Group Up                  | 7 febbraio 1958   |
| 21 | East of the Moon                       | 14 febbraio 1958  |
| 22 | Man on a Rack                          | 21 febbraio 1958  |
| 23 | Two Lives Have I                       | 28 febbraio 1958  |
| 24 | Night of the Stranger                  | 7 marzo 1958      |
| 25 | The Honor System                       | 14 marzo 1958     |
| 26 | Bluebeard's Seventh Wife               | 21 marzo 1958     |
| 27 | I Shot a Prowler                       | 28 marzo 1958     |
| 28 | Papa Said No                           | 4 aprile 1958     |
| 29 | Secrets of the Old Bailey              | 11 aprile 1958    |
| 30 | A Contest of Ladies                    | 18 aprile 1958    |
| 31 | The Kind Mr. Smith                     | 25 aprile 1958    |
| 32 | Penny Wise                             | 2 maggio 1958     |
| 33 | The Town That Slept with the Lights On | 16 maggio 1958    |
| 34 | Lottery for Revenge                    | 30 maggio 1958    |
| 35 | Way of the West                        | 8 giugno 1958     |
| 36 | Long Distance                          | 13 giugno 1958    |
| 37 | You'll Have to Die Now                 | 20 giugno 1958    |
| 38 | Curfew at Midnight                     | 27 giugno 1958    |
| 39 | False Alarm                            | 15 agosto 1958    |

## Three Dollar Bill
- Diretto da:
- Scritto da:

### Trama
- Interpreti: Robert Carson (Mr. Simpson), George Chandler (Swede), Pat Crowley (Mrs. Martin), Steve Forrest (Eddie Martin), Vivi Janiss (Nora), Olan Soule (commesso)

## One Way Out
- Diretto da:
- Scritto da:

### Trama
- Interpreti: Malcolm Atterbury (Timson), Vanessa Brown (Betty), Harry Guardino (Bill Hungerford), Barry Kelley (Tenny), Stephen McNally (tenente Al Merrit), Charles Quinlivan (Kirkwood)

## Episodio 7x3
- Diretto da:
- Scritto da:

### Trama
- Interpreti: Yvonne De Carlo (Francesca), Ricardo Montalbán (Pietro), Frank Puglia (Rossi)

## Episodio 7x4
- Diretto da:
- Scritto da:

### Trama
- Interpreti:

## Smarty
- Diretto da:
- Scritto da:

### Trama
- Interpreti: Thomas Coley (Max Sanders), Doris Dowling (Ann Standish), Paul Langton (Stacey Harris), Richard Reeves (Mr. Corrigan), Shelley Winters (Mildred Corrigan)

## High Barrier
- Diretto da:
- Scritto da:

### Trama
- Interpreti: Carolyn Jones, Vincent Price, Jeff Richards

## Bitter Parting
- Diretto da:
- Scritto da:

### Trama
- Interpreti: Laraine Day (Mrs. Lorenz), Paul Henreid (Prof. Rhys Lorenz)

## Dual Control
- Diretto da:
- Scritto da:

### Trama
- Interpreti: Steve Conte (Snake), Robert Cummings (Spencer O. Spencer), Thayer David (Prosser), Ray Ferrell (Roy Hatten), Susan Kohner (Lynn Howell), Weaver Levy (Railroad Guard), Walter Soo Hoo (Wang)

## The Hole Card
- Diretto da:
- Scritto da:

### Trama
- Interpreti: Benny Baker, Tallulah Bankhead, John Bryant, Isobel Elsom, Jesslyn Fax, Raymond Guth, Howard McNear, Sid Melton, Ottola Nesmith, George O'Hanlon, Carol Shannon

## The Lonely Wizard
- Diretto da:
- Scritto da:

### Trama
- Interpreti: Rod Steiger (Charles Steinmetz), Richard Anderson (Hayden), Diane Brewster (Marianne), Else Neft (Grandmother), Karl Swenson (Asmussen), Hugh Sanders (ispettore), Ross Evans (Quinn), Kevin Hagen (Jacobi), Gene Harvey (Conrad), Chet Stratton (Fowler), Fay Roope (dottor Elliott), Rene Kroper (Charles, Age 6), Tom McKee (Kendall), Sammy Ogg (Joseph age 16), Philip Phillips (Joseph age 6), Ed Hinton (Official)

## No Second Helping
- Diretto da:
- Scritto da:

### Trama
- Interpreti: Tom Helmore, Myrna Loy, Jill St. John

## Outlaw's Boots
- Diretto da:
- Scritto da:

### Trama
- Interpreti: Steve Cochran, Keenan Wynn, Whitney Blake, Roland Winters

## Neighbors
- Diretto da:
- Scritto da:

### Trama
- Interpreti: Joseph Cotten, Leora Dana, Mary Murphy

## French Provincial
- Diretto da:
- Scritto da:

### Trama
- Interpreti: Barbara Bel Geddes (Mary Andrews), Paul Bonifas, Marie Glory, Jess Hahn, Evelyne Ker, Avram Stephen, Maurice Teynac

## Rich Man, Poor Man
- Diretto da:
- Scritto da:

### Trama
- Interpreti: Voorheis J. Ardoin, Raymond Bailey, Sebastian Cabot (Signore Alferri), Paul Cesari, Tina Minara, Joy Page (Maria), Federico Roberto, Gilbert Roland (Gino Bardi), Benny Rubin (zio Amaldo), John Sebastian, Irene Seidner (Mama Bardi), Luis Van Rooten (Papa Bardi), Doris Wiss (Tomasina)

## Pattern for Death
- Diretto da:
- Scritto da:

### Trama
- Interpreti: Eddie Albert, Scott Marlowe, Noreen Nash

## Guys Like O'Malley
- Diretto da:
- Scritto da:

### Trama
- Interpreti: Stanley Adams, James Best, William Boyett, Neville Brand, Paul Davis, John Ericson, Clarence Lung

## Home Again
- Diretto da:
- Scritto da:

### Trama
- Interpreti: Janis Paige (Bebe Evans), Peter Mark Richman (Bat La Rue), Scott Seaton (Mr. Judson), Don Taylor (Max Swanson)

## No Boat for Four Months
- Diretto da:
- Scritto da:

### Trama
- Interpreti: Patrick Macnee (tenente Charles Daurigny), James Mason (capitano Vialez), Faith Domergue (Mrs. Vialez), Michael Bachus, Austin Green, Clive Halliday, Mike Steele, John Sutton

## Heroes Never Group Up
- Diretto da:
- Scritto da:

### Trama
- Interpreti: Dane Clark (Frankie Nevada), Alex Nicol (Phil), Barbara Turner (Rose Genilli)

## East of the Moon
- Diretto da:
- Scritto da:

### Trama
- Interpreti: Sterling Hayden, Warren Hsieh, Robert Lowery, Lisa Lu

## Man on a Rack
- Diretto da:
- Scritto da:

### Trama
- Interpreti: Tony Curtis (Charlie), Everett Sloane (Jules Morrison), Andra Martin (Kay Randall), Dolores Hart (Betty Lewis), Nicky Blair (Nate), William E. Green (Kohler), Billy Lechner (Marvin), Kathleen O'Malley (Morrison's Secretary), Sondra Rodgers (donna Buyer), Charles Anthony Hughes (Buyer), June Jocelyn (Tailored Woman)

## Two Lives Have I
- Diretto da:
- Scritto da:

### Trama
- Interpreti: Ernest Borgnine (Hully Brown), Judith Evelyn (Mildred Brown), Paul Maxwell (Lewis), Paul Newlan (Benson)

## Night of the Stranger
- Diretto da:
- Scritto da:

### Trama
- Interpreti: Valentina Cortese (dottor Bruni), Mike Lane (Patient), George Sanders (John York)

## The Honor System
- Diretto da:
- Scritto da:

### Trama
- Interpreti: Yvonne Craig (Helen Meade), Paul Douglas, Eduard Franz (John Castleberry), June Jocelyn (segretario), Murray Julian (Roderic), Dorothea Lord (Edith), James McCallion (Pinky Smith), Robert F. Simon (Harry Lewis), Ray Stricklyn (Tommy Parisi)

## Bluebeard's Seventh Wife
- Diretto da:
- Scritto da:

### Trama
- Interpreti: Phyllis Avery (Betty Matthews), Pat Colby (benzinaio), Robert Ellenstein, Jackie Loughery (Flo), Hugh Marlowe (Frank), Arthur Marshall, Ralph Meeker (Rich Adams), Hope Summers (vecchio Lady), Linda Watkins

## I Shot a Prowler
- Diretto da:
- Scritto da:

### Trama
- Interpreti: Morey Amsterdam (Mr. Braxton), Paul E. Burns, Helmut Dantine, Gertrude Hoffman, Dudley Manlove, Michael Rye, Alexis Smith (Vivian Braxton), Craig Stevens (Johnny Kyper), Thomas Wilde

## Papa Said No
- Diretto da:
- Scritto da:

### Trama
- Interpreti: Marjorie Bennett (Mrs. Osterreicher), Scott Brady (Calvin Penny), Yvonne Craig (Suzanne Stacey), Harry Jackson (poliziotto), Patric Knowles (John Stacey), Jeanne Manet (Gabrielle Stacey)

## Secrets of the Old Bailey
- Diretto da:
- Scritto da:

### Trama
- Interpreti: Edward Cast (George Chappel), Naomi Chance (Jennie Elson), John Gill (Mr. Willis), Tom Helmore (detective Superintendent Tom Reid), Brian McDermott (Leo Willis), Anthony Shepard (P.C. Swopes), Hugh Stribling (Richard Caldiwitt)

## A Contest of Ladies
- Diretto da:
- Scritto da:

### Trama
- Interpreti: Richard Aherne, Jacqueline Beer (Miss France), Ingrid Dittmar (Miss Germany), Lester Fletcher (Airline Clerk), Mollie Glessing (Mrs. Laidlaw), Louis Hayward (Stephen Morley), Kendrick Huxham (Reporter), Lili Kardell (Miss Sweden), Lita Milan (Miss Italy), Alan Mowbray (Mayor Perkins), Milton Parsons (reporter), Sally Pierce (Miss England), Nelson Welch (Jim Bates)

## The Kind Mr. Smith
- Diretto da:
- Scritto da:

### Trama
- Interpreti: Valerie French, Jonathan Harris, John McGiver, Sean Meany, George N. Neise, George Pelling, Vincent Price (Mr. Smith), Molly Roden

## Penny Wise
- Diretto da:
- Scritto da:

### Trama
- Interpreti: Richard Anderson, Vera Miles

## The Town That Slept with the Lights On
- Diretto da:
- Scritto da:

### Trama
- Interpreti: Edmond O'Brien (Jim Reardon), Diane Brewster (Joanne Simpson), Robert Middleton (sceriffo Ed Mullen), Shepperd Strudwick (Elliott Simpson), Victor Millan (Joe Rivera), Joseph Vitale (padre Rodriguez), John Mitchum (Gibbs), Emile Meyer (Earl Hollowell), Bill Baldwin (Desk Clerk), Stan Jones (vice), Frances Morris (cittadina), Ken Hooker (barista), Ronnie Hansen (cittadino), Francisco Villalobos (vecchio Man Rivera), David Armstrong (vice)

## Lottery for Revenge
- Diretto da:
- Scritto da:

### Trama
- Interpreti: Thomas Gomez, Kevin McCarthy

## Way of the West
- Diretto da:
- Scritto da:

### Trama
- Interpreti: John Forsythe (dottor John Carter), Abby Dalton (Belle Starr), Staats Cotsworth (colonnello Taylor), Michael Landon (Don Burns), K.L. Smith (Slim Enfield), Claude Akins (Gus Garner), Sheridan Comerate (Ed Coats), Mona Carrole (Elaine), Robert Darin (Joe), Cindy Gray (Doreen), Jack Bartell (sentinella), John Bryant (Harry Ryan), Malcolm Atterbury (Johnson), Maudie Prickett (Miss Piper)

## Long Distance
- Diretto da:
- Scritto da:

### Trama
- Interpreti: Jessica Tandy

## You'll Have to Die Now
- Diretto da:
- Scritto da:

### Trama
- Interpreti: Herschel Bernardi (Eddie), Steve Forrest (Sam Rayford), James Gregory (tenente Billy Kyle), Paula Raymond (Martina), Robert F. Simon (capitano Gideon)

## Curfew at Midnight
- Diretto da:
- Scritto da:

### Trama
- Interpreti: Robert Alda (Angelo Armiento), Rory Calhoun (George Slattery), Elisha Cook Jr., Craig Duncan, John Hackett, Len Lesser, Natasha Lytess (Mother), Vitina Marcus (Rose), Nehemiah Persoff (Jules Dreise), Leonard P. Geer (Bit Role)

## False Alarm
- Diretto da:
- Scritto da:

### Trama
- Interpreti: Madge Blake (vecchio Lady), John Bryant (agente Kenny), Jack Carson (Sid Devlin), Janice Rule (Beth Devlin), Joseph Wiseman (Max Gebler)